# 39-й інженерно-саперний полк (РФ)
39-й окремий інженерно-саперний полк - інженерне саперне формування у складі 2-ї загальновійськової армії у Центральному військовому окрузі Росії.
Полк розташовано у смт Кізнер Удмуртія. Умовне йменування - військова частина 53701 (в/ч 53701).
Полк сформовано 1 грудня 2017 року на базі розформованих:
- в/ч 11129 сховища ФУБУХО,
- в/ч 55498  РХБЗ.[2]

У полку 540 осіб.

## Склад
- інженерно-саперний батальйон,
- понтонно-переправний батальйон,
- інженерно-технічний батальйон,
- взвод інженерної розвідки,
- взвод зв'язку,
- взвод забезпечення,
- ремонтний взвод,
- комендантський взвод,
- медпункт.[1]

## Озброєння
Полк комплектується новою техникою.
- 4 БТР-80,
- понтонний парк ПП-91,
- важкий механізований міст ТММ-3М2.